# 村越貴代美
村越 貴代美（むらこし きよみ、1962年 - ）は、日本の中国文学者。慶應義塾大学経済学部教授。

## 人物・経歴
東京都生まれ。1984年東京学芸大学教育学部卒業。1987年お茶の水女子大学大学院人文科学研究科修了。1988年から90年まで杭州大学留学。1991年お茶の水女子大学大学院人間文化研究科退学、図書館情報大学助手。1997年ミシガン大学訪問研究員、博士（人文科学）。1999年慶應義塾大学経済学部助教授。2004年同教授。2005年北京大学訪問学者。2013年北京市留学（塾派遣制度）。

## 著書
- 『北宋末の詞と雅楽』慶應義塾大学出版会 2004年
- 『まなんで : 初級中国語テキスト』慶應義塾大学出版会 2014年

### 共著
- 『図書及び図書館史』樹村房 1999年
- 『法住経と法住記』文人画研究会 2018年

### 翻訳
- 東川清一他著『音楽の源へ : 中国の伝統音楽研究』春秋社 1996年